# Еськино (Чеховский район)
Еськино — деревня в Чеховском районе Московской области, в составе муниципального образования сельское поселение Баранцевское (до 29 ноября 2006 года входила в состав Баранцевского сельского округа), деревня связана автобусным сообщением с райцентром и соседними населёнными пунктами.

## География
Еськино расположено примерно в 29 км (по шоссе) на юг от Чехова, на безымянном правом притоке реки Лопасни, высота центра деревни над уровнем моря — 175 м. На 2016 год в Еськино зарегистрировано 5 садовых товариществ.

## Население
| 2002 | 2006 | 2010 |
| ---- | ---- | ---- |
| 4    | ↗10  | ↗23  |

## История
В начале XX века в деревне начала работать земская школа, которая, скорее всего, располагалась в небольшой крестьянской избе. В 1922 году в ней обучалось около 40 детей. В 1925 году было построено новое здание для Еськинской школы — деревянное, под железной крышей, но очень небольшое, рассчитанное на 25 учебных мест. В 1944 году школу посещали всего 16 детей.

## Иллюстрации

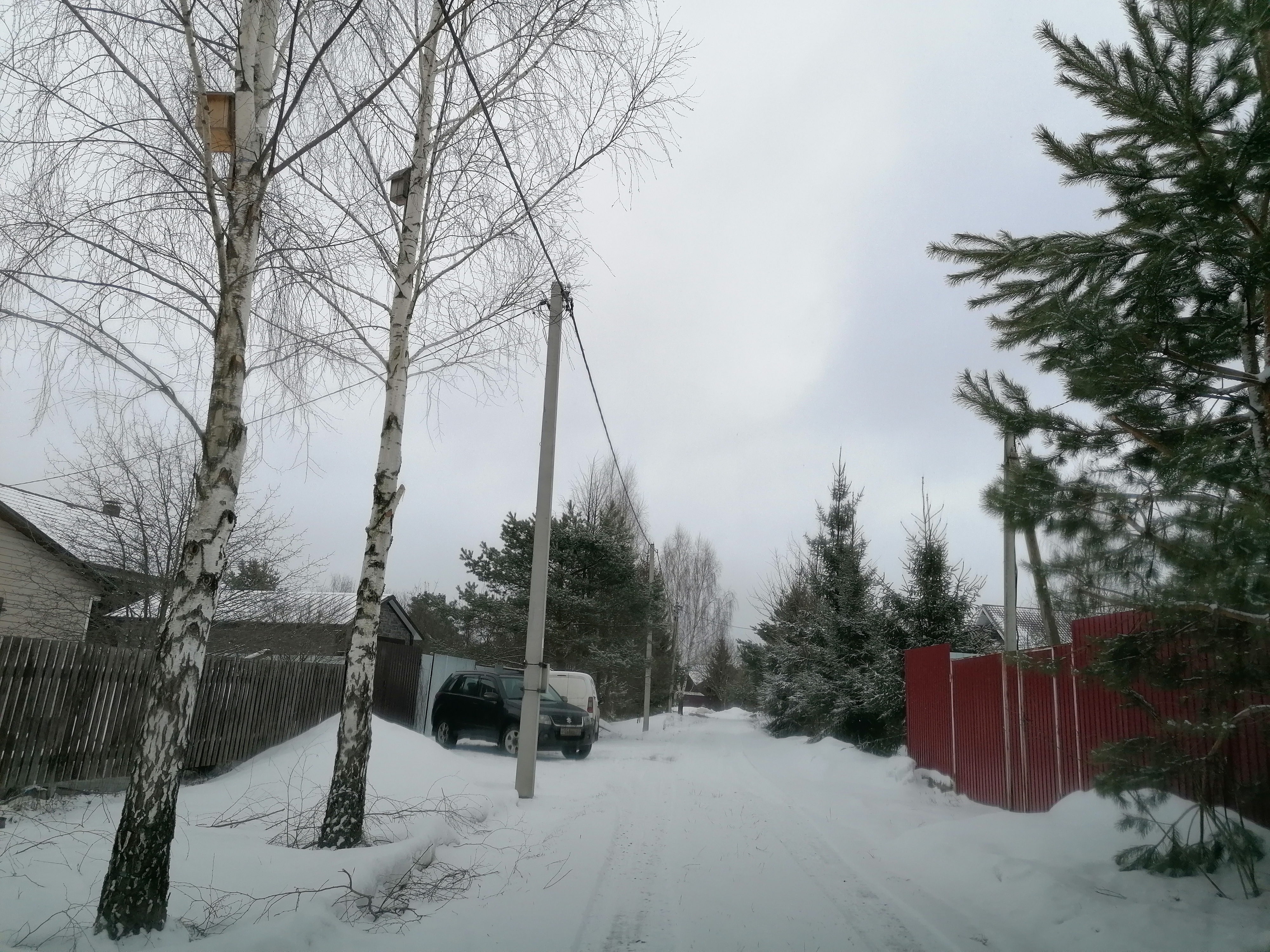
Улица в деревне (зима 2022 года)
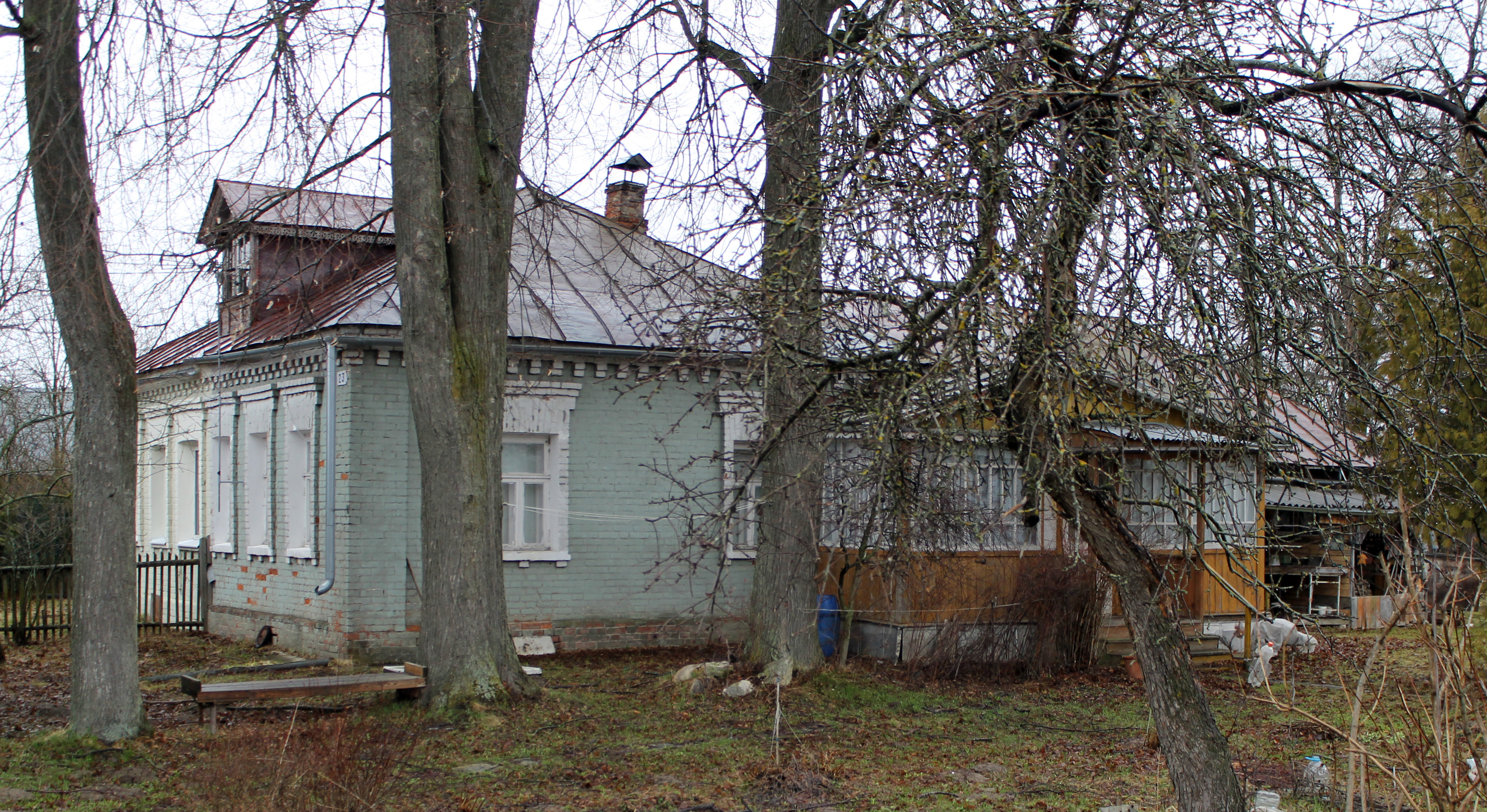
Жилой дом в деревне